# Welcome in Vienna: Welcome in Vienna
Série Welcome in Vienna
Welcome in Vienna: Santa Fe
(1986)
Pour plus de détails, voir Fiche technique et Distribution.
Welcome in Vienna: Welcome in Vienna est un film dramatique germano-helvéto-autrichien réalisé par Axel Corti et sorti en 1986.
Il s'agit du troisième et dernier volet de la trilogie Welcome in Vienna.

## Synopsis
À Vienne en 1944, alors que la guerre se termine, Freddy Wolff et Georges Adler, émigrés aux États-Unis, sont devenus soldats de l'armée américaines.
Vienne est en ruines et divisée en quatre zones, le marché noir y règne en maître. L'Autriche se présente comme une victime innocente du nazisme et refuse d'en prendre conscience. Les gens s'adaptent tant bien que mal au système sauf Freddy qui refuse l'hypocrisie générale et souffre, malgré tout, de son amour pour la jeune actrice Claudia.

## Fiche technique
- Titre : Welcome in Vienna: Welcome in Vienna
- Titre original : Wohin und zurück - Teil 3: Welcome in Vienna
- Réalisation : Axel Corti
- Scénario : Axel Corti, Georg Stefan Troller
- Photographie : Otto Kirchhoff
- Musique : Hans Georg Koch
- Production : Rolf Ballmann, Lisa Burnett, Lutz Kleinselbeck, Werner Swossil
- Sociétés de production : Schweizer Fernsehen (FS), Thalia Producciiones, Zweites Deutsches Fernsehen (ZDF), Österreichischer Rundfunk (ORF)
- Société de distribution : Le Pacte (France, 2011)
- Pays de production :  Autriche,  Allemagne de l'Ouest,  Suisse
- Langue originale : allemand, anglais
- Format : noir et blanc — 35 mm — 1,33:1 — son mono
- Genre : drame
- Durée : 121 minutes (2 h 1 min)
- Dates de sortie[1] :
  - Allemagne de l'Ouest : 9 mars 1986
  - Canada : 4 septembre 1986 (Festival international du film de Toronto)
  - France : 22 octobre 1986
  - Belgique : 19 mars 1987 (Gand)

## Distribution
- Gabriel Barylli : Freddy Wolff
- Nicolas Brieger : Sgt. Adler
- Claudia Messner : Claudia
- Karlheinz Hackl : Treschensky
- Joachim Kemmer : Lt. Binder
- Hubert Mann : Capt. Karpeles
- Liliana Nelska : Russian woman
- Kurt Sowinetz : Stodola
- Heinz Trixner : Col. Schütte